# Praha-Kyje (železniční zastávka)
Praha-Kyje je železniční zastávka na tříkolejné trati Praha – Česká Třebová. Stojí na konci Šimanovské ulice v centru Kyjí, nad Kyjským rybníkem. Zastávka je součástí Pražské integrované dopravy. Zastavují zde pouze osobní vlaky, vlaky vyšších kategorií zastávkou projíždějí.

## Historie
Železniční zastávka byla v Kyjích zřízena roku 1892, přestože trať tudy vedla již od roku 1845. V té době v obci zastavoval v obou směrech pouze jeden vlak denně. U zastávky byl úrovňový přejezd a stál zde hotel s restaurací.
Od 50. let 20. století byla původně dvoukolejná trať rozšířena o třetí kolej. Protože koleje ležely příliš blízko u sebe, prostřední kolej byla mezi stanicemi Libeň a Běchovice snesena a vrátila se na trať až při její modernizaci roku 2009. Původní staniční budova zanikla.